# Вільгельм I Оранський
Вільгельм I Оранський (Мовчазний; 24 квітня 1533, Ділленбург — 10 липня 1584, Делфт) — принц Оранський, перший зі спадкових штатгальтерів (правителів) Нідерландів (з 1572), один з ватажків Нідерландської революції, спрямованої проти іспанського володарювання та католицизму.

## Ранні роки

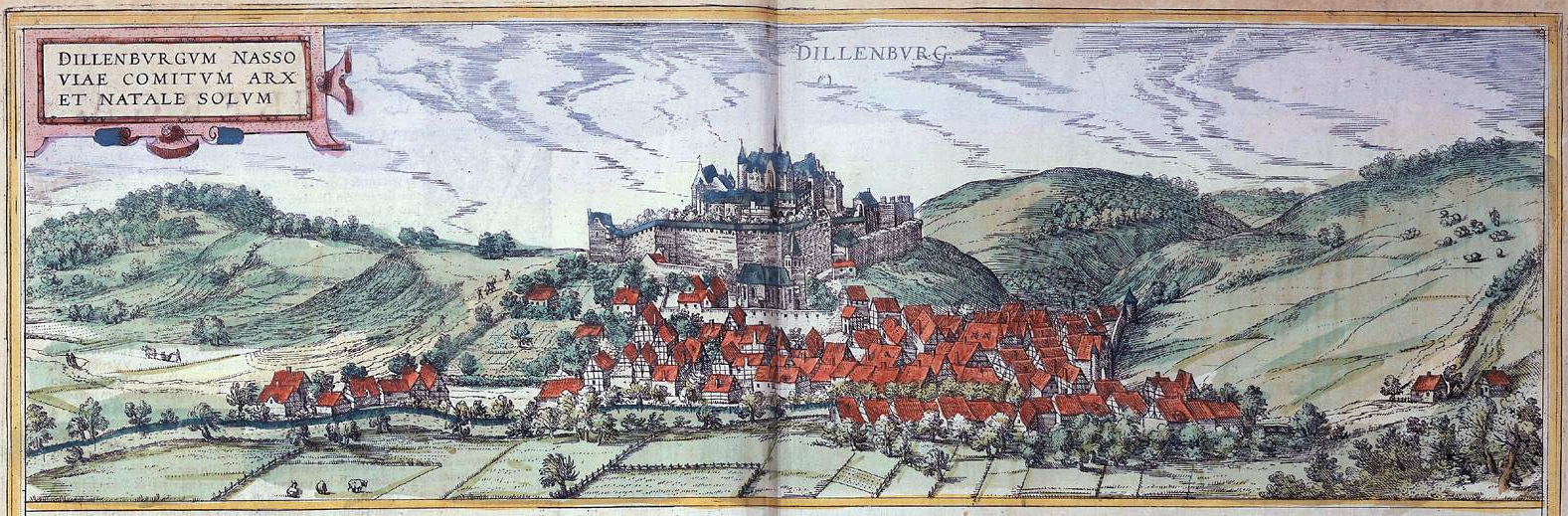
Гравер Франц Гоґенберг. «Замок Ділленбург», 1575 р., Державний музей (Амстердам)

Вільгельм народився 24 квітня 1533 року в Ділленбурзі (німецьке графство Нассау). Як старшому сину німецького графа Нассау-Ділленбурга, Вільгельму належали землі в теперішніх Німеччині та Нідерландах. Заможня батьківська родина була протестантського віросповідування.
1544 року, по смерті бездітного двоюрідного брата Рене, Вільгельм успадкував невеличке французьке Оранське князівство і отримав титул принца.
Імператор Карл V Габсбург мав на меті створити нову імперську аристократію і тому запропонував збирати підлітків з шляхетних родин і виховувати їх при дворі в Мадриді. У майбутньому в цих мадридських вихованцях вбачали іспанських високопосадовців чи союзників імперії. До Мадрида прибували підлітки з підлеглих Карлу німецьких та італійських князівств, з Відня, навіть з тодішньої Англії. Виховання в імперському оточенні пройшов майбутній імператор Австрії Рудольф II.
Аби син отримав виховання в Мадриді, протестантська родина Нассау перевела сина в католицизм і відправила до Мадрида. Але зробила усе, аби той ніколи не забував протестантського віросповідування.

## Адміністративна кар'єра
У віці 22 роки колишній паж і придворний вихованець отримав посаду намісника в Північних Нідерландах. Справами врядування в Нідерландах вже опікувався не заслаблий і хворий король Карл V, а його син  Філіп ІІ, котрому батько-імператор передав у правління Іспанію, Неаполітанське королівство і Нідерланди. Філіп ІІ відрізнявся фанатичною відданістю католицтву і покаранню протестантів. Про наміри короля свідчить його теза, що він готовий керувати пустелею, ніж протестантами, котрих вважав невиправними єретиками. Частково приборкати протестантів він зміг у німецьких князівствах. Відтоді свої зусилля він спрямував на землі Нідерландів. Намісницею Філіпа ІІ у Південних Нідерландах (найбагатших у той час) він робить родичку — Маргариту Пармську. Але всіма справами за спиною принцеси керує фанатично налаштований кардинал Антуан де Гранвель.
Намісником у трьох північних і найбідніших Нідерландських провінціях (Утрехт, Голландія і Зеландія) Філіп ІІ і зробив принца Вільгельма. Філіп ІІ не знав і не хотів визнавати ні того, що протестантизм з його відмовою від кричущої пишності і поверненням до настанов первісного християнства став тут панівним ідеологічним вченням, ні того, що він набув також значення визвольної війни в Нідерландах від панування Іспанії. Утрехт, Голландія і Зеландія вже за життя «демона південних країн» (як назвуть Філіпа ІІ) стануть осередком Нідерландської революції і її першими непереможеними іспанцями територіями.
Принц Вільгельм заступив на посаду і почав невпинно вивчати мінливу ситуацію і навчатися наступати, програвати, відновлюватись після невдач чи йти на компроміси, очікуючи слушні ситуації для перемог. Саме в цей період він і отримав прізвисько «Мовчазний», бо не робив зайвих декларацій, а все аналізував і очікував, визрівав для рішучих дій. Він давно визнав Нідерланди власною Батьківщиною і не перешкоджав зміцненню протестантизму, бо головним вважав Бога в душі, а не обряд. Батьківщина зробила вибір на користь протестантизму і принц (тоді ще католик, формально) визнав цей вибір. Батьківщина зробила вибір на користь визвольної війни від іспанського панування. Принц визнав для себе і цей вибір Батьківщини, на що виявилися спроможними лише окремі аристократи. Принц виявився готовим до змін, навіть якщо ті були неприємними чи радикальними.
Його як аристократа засмучували крайнощі запеклих релігійних дискусій, що перейшли у військове протистояння між католиками і протестантами. Обидва релігійні табори надзвичайно швидко радикалізувались. Агресія католиків-іспанців наражалась на таку ж агресію з боку місцевих протестантів. Трагічні події війни з її смертями, вимушеною єміграцією з півдня Нідерландів у північні міста, каральними операціями іспанців почали робити з аристократа прибічника нідерландської революції, а з принца — революціонера і державного діяча.

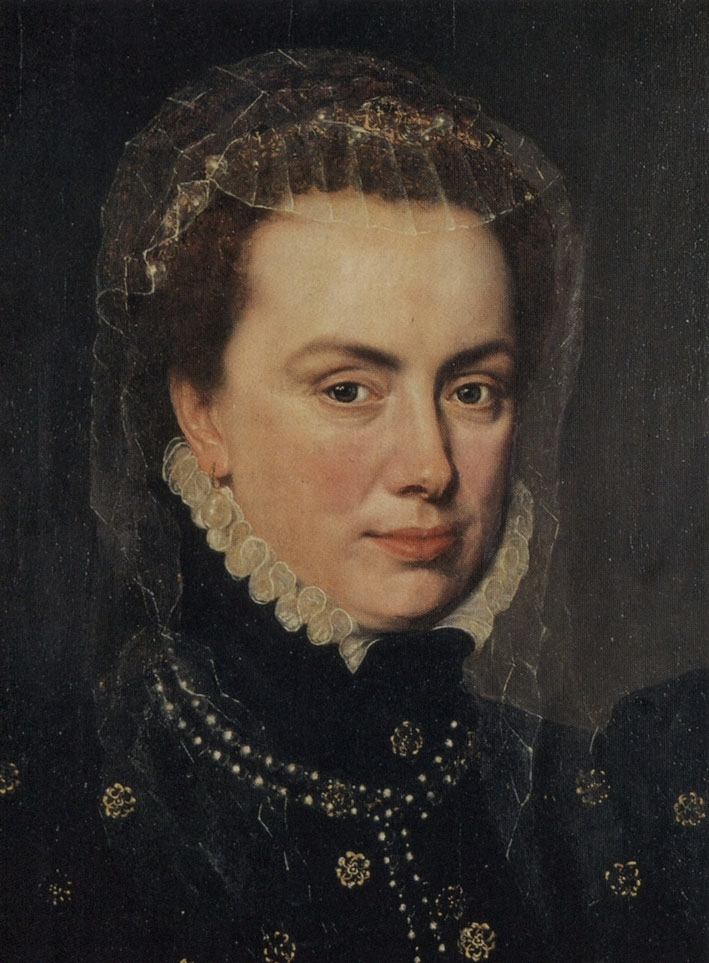
Худ. Антоніс Мор. «Портрет Маргарити Пармської»
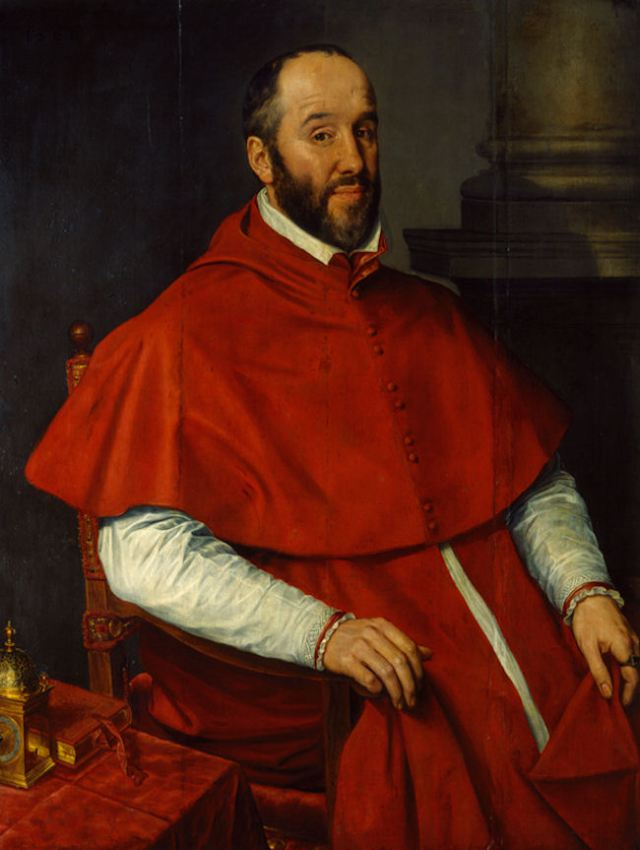
Худ. Віллем Кей. «Кардинал Гранвелла»
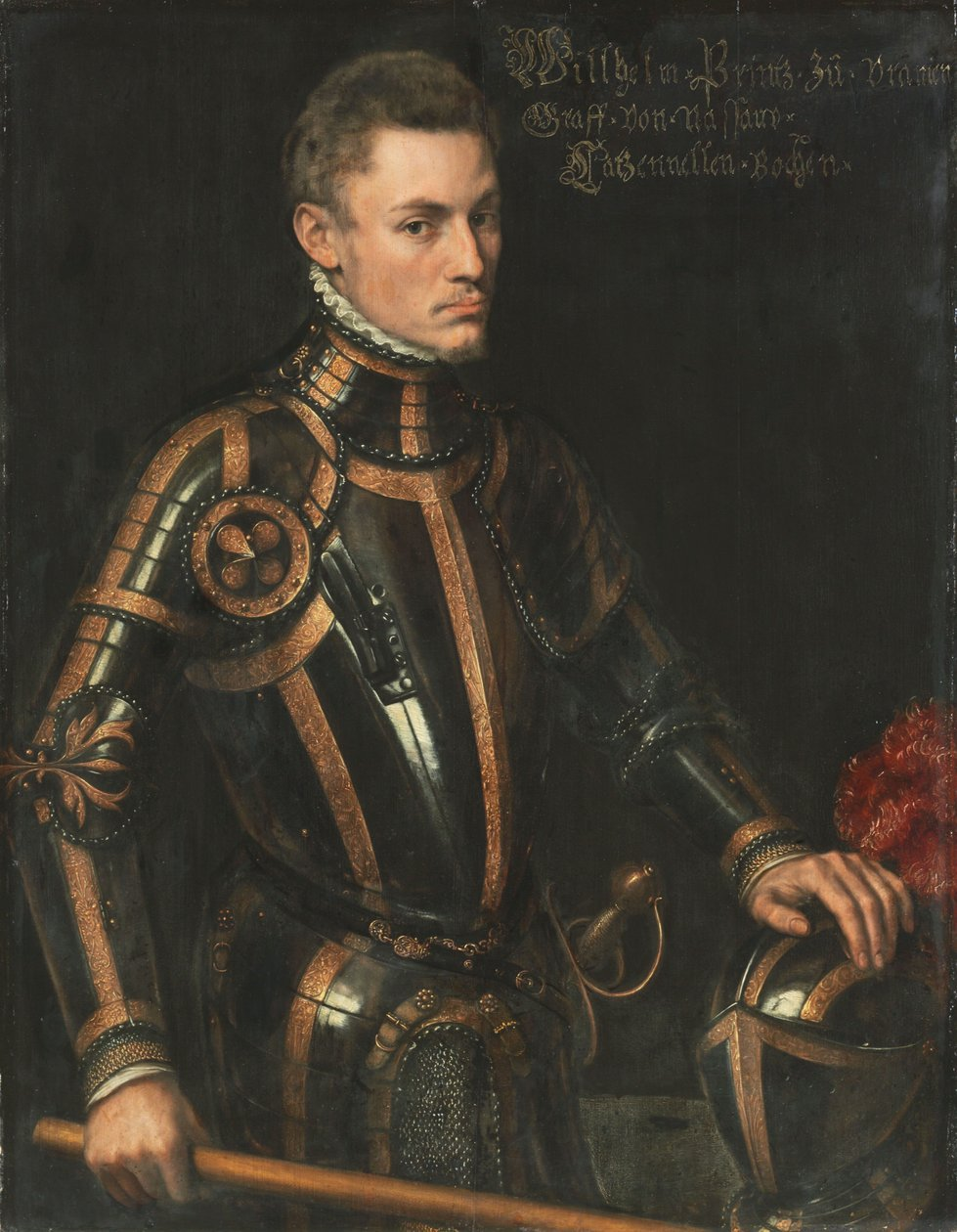
Вільгельм І Оранський у віці близько 22-23 роки.
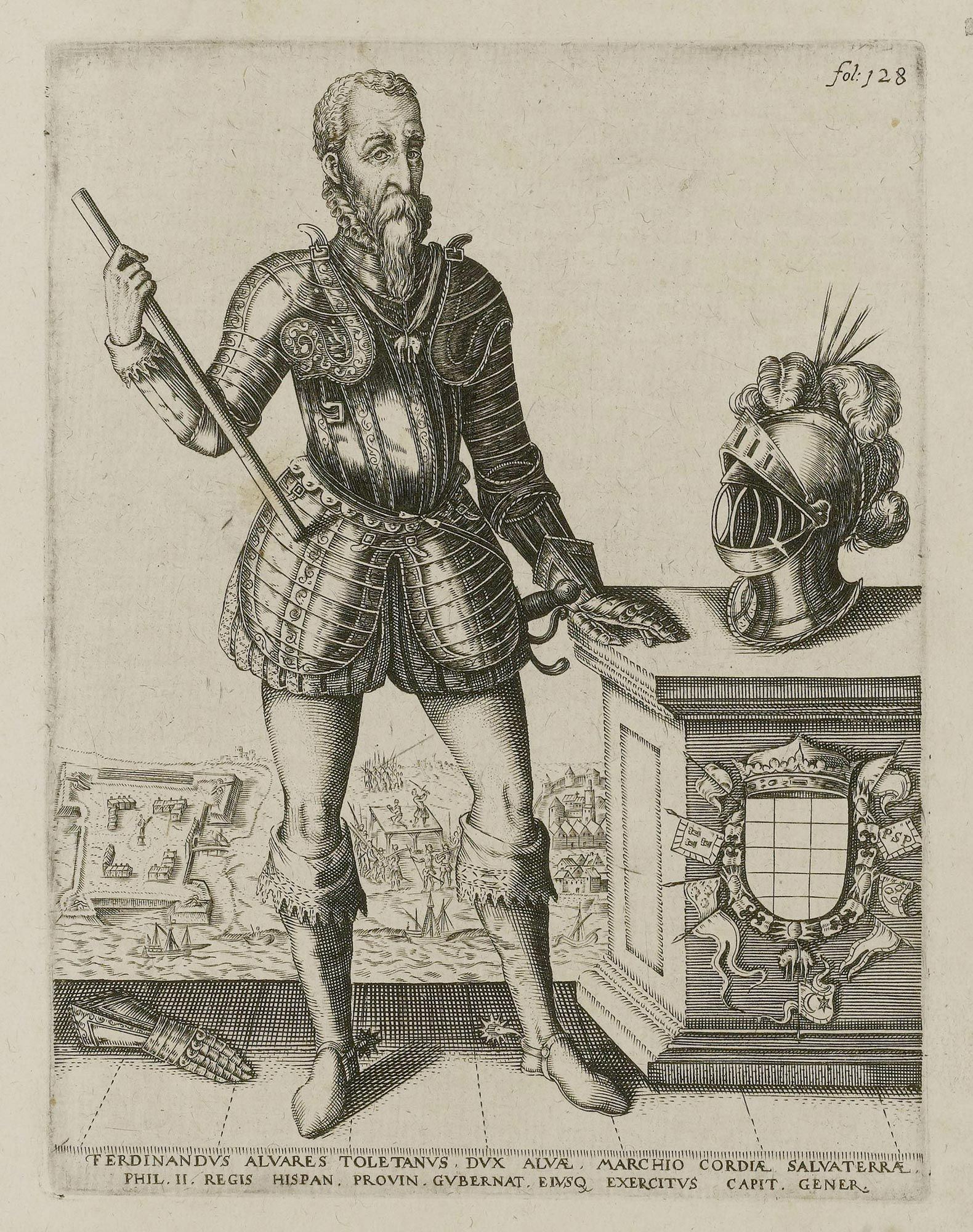
«Герцог Альба», Фернадо Альварес де Толедо.

### У Брюсселі
1576 року він переїхав до Брюсселя, де 1577 року посів найвищу екстраординарну адміністративну посаду (рувард) у Брабанті.

## Каральні операції іспанців

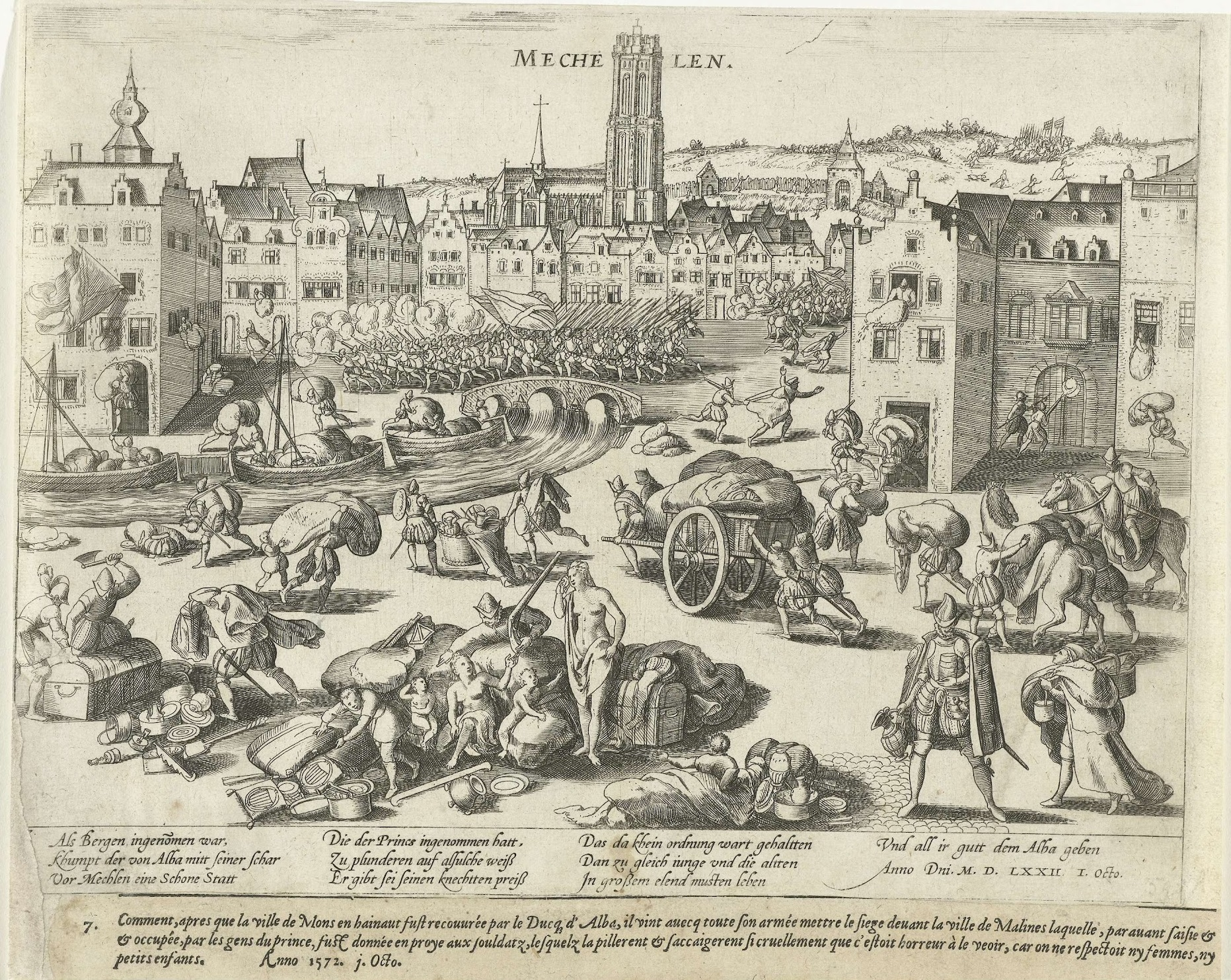
Пограбування і руйнація Мехелена у 1572 р. вояками герцога Альби. Офорт, Музей Бойманс ван Бенінген, Роттердам.

Маргарита Пармська, тітка короля Філіпа ІІ, перебуваючи на посаді намісниці Нідерландів, не відрізнялась жорстокістю. Покарання були, без них не обходилось в керуванні краєм, але далі довічного ув'язнення не йшлося.
Особливою жорстокістю вирізнявся саме Луїс Альварес де Толедо, герцог Альба, де б він не опинявся. Коли звістка про прибуття герцога у Південні Нідерланди досягла мешканців, край вимушено покинуло близько 100 тис. протестантів, що емігрували у північні провінції. У Південних Нідерландах тоді налічували близько трьох мільойнів мешканців, і країну покинули ініціативні, талановиті, ділові. Майбутня Голландія розквітне у XVII столітті частково завдяки цим людям.
Герцог Альба воював від 16 років, і війна виробила з нього безжального вбивцю і фанатичного католика іспанського зразка. Альба запам'ятався таким ревним служінням королю Іспанії, що свого часу воював із військом самого папи римського Павла ІV, намісником християнського Бога на землі. Бельгійський історик Анрі Піррен писав : 
| Він знав лише один спосіб керування — насилля, точніше — терор. Він не знався на розумінні ситуації, не мав співчуття, Альба спокійно йшов уперед лише по руїнах... |
Почався тиск на всіх після усунення від влади Маргарити Пармської. Почала діяти заборона на навчання молоді в закордонних університетах, тоді як нідерландці десятиліттями відбували в університети сусідньої Німеччини і навіть Англії. Діяв лише дозвіл на навчання в католицьких університетах самої Іспанії, міцно контрольованих церквою на драконівських засадах. Був введений контроль у всіх школах і цензура в друкарнях (Нідерланди відрізнялись великою кількістю друкарень і кількістю письменного населення, що дратувало і дивувало неписьменних іспанців).
Заборонили шлюби з іноземцями, що були звичною практикою в Західній Європі і тоді, і впродовж наступних 500 років.
За перші три місяці керування краєм Альба наказав стратити одну тисячу вісімсот (1800) осіб (20 страт на день). Далі дійшло до 50 смертних вироків на день. Всього за каральними операціями герцога в краї було страчено вісімнадцять тисяч шістсот осіб. Серед страчених — чимало заможни х мешканців, майно котрих було конфісковане і перевезене до Іспанії.
Після 1584 року до Голландських провінцій вимушено емігрувало близько 600 тисяч фламандців.

## Перехід на бік повстанців

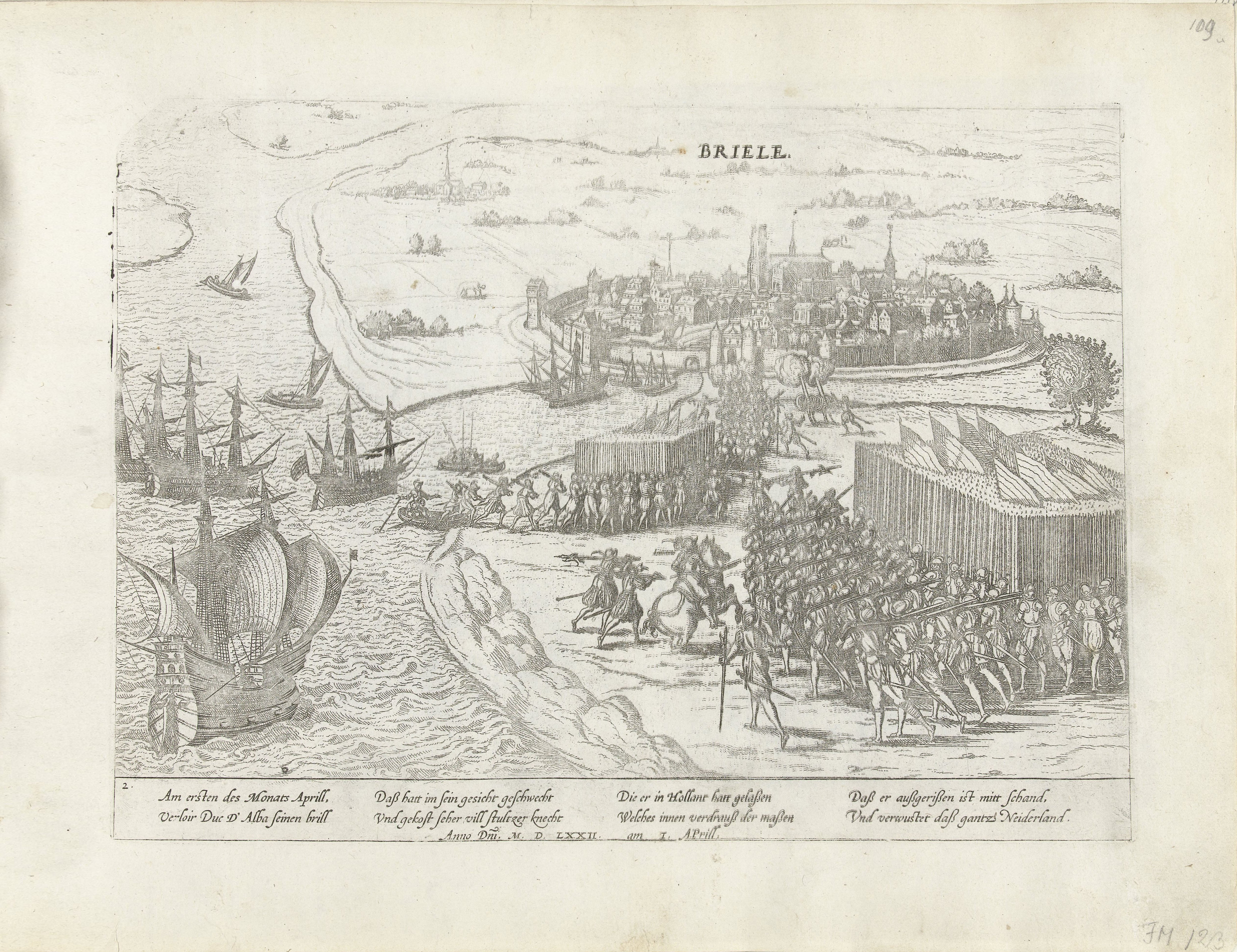
Гравер Франс Гоґенберг (1540—1590) «Військове захоплення у іспанців міста Бріль повсталими вояками нідерландців першого квітня 1572 року», офорт, друк до 1590. Музей Бойманс ван Бенінгена, Роттердам
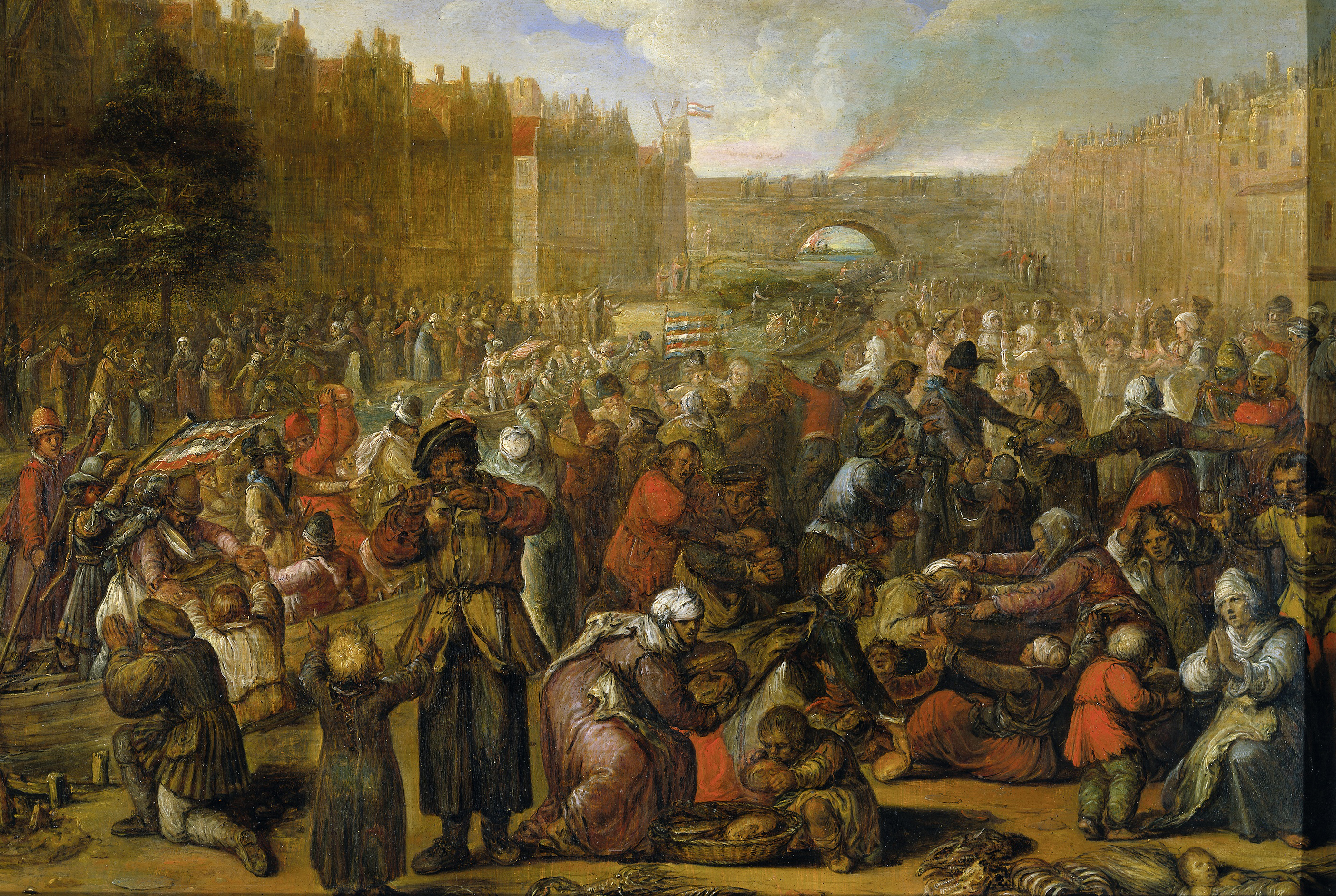
Отто ван Веен.«Звільнення мешканців Лейдена від облоги іспанських вояків третього жовтня 1574 року» (роздають хліб і оселедці). Державний музей (Амстердам)

На початку 1560-х років виступив проти іспанського режиму. Секретарем в цей період у Оранського був письменник-полеміст, нідерландський гуманіст Дірк Волькертсен Корнгерт (1522—1590).
1568 та 1572 роках організував військові походи до Нідерландів. Але воював з армією найманців і запроданців, котрих утримував на власні гроші. Ці військові операції не приносили успіху. 1572 року повсталі провінції Голландія та Зеландія поставили його за штатгальтера (намісника). Принц відтепер починає керувати не стільки найманцями, а вояками повсталих провінцій. І почалися перемоги. Спочатку невеликі, згодом — вирішальні. Принц дає офіційну грамоту на каперство (дозвіл на військові дії проти іспанських кораблів). Це була державницька політика захисту приморської країни від атак з моря, засіб вимушений, компромісний, покажчик слабкості новонародженої держави, котра ще не мала державного, потужного, військового флоту.
І це спрацювало. Гези, як називали себе повсталі, виявилися успішними вояками. Саме морські гези (капери на човнах) зруйнують блокаду іспанцями міста Лейден, бо самі лейденці зруйнували греблі, і море виплюхнулось до фортечних стін Лейдена. Човни повсталих прибули під стіни і вирвали Лейден з полону у піхотинців-іспанців. Жага свободи і перемоги над агресором примусила мешканців міста принести в жертву результати праці десятиліть — дамби, трудоміські гідротехнічні споруди для захисту від моря і повеней.
1579 року сім бунтівних провінцій Північних Нідерландів у місті Утрехт заснували так звану Республіку Семи Об'єднаних Провінцій.
На стіл до іспанського короля Філіпа ІІ прибув новий звіт: «Ніде не зустрічали такого спротиву. З ними нічого неможливо вдіяти, настільки вони переконані в своєму відході від католицької віри і покори королю, що їх варто тільки знищити».

## Заклик до вбивства від короля ФіліпаІІ

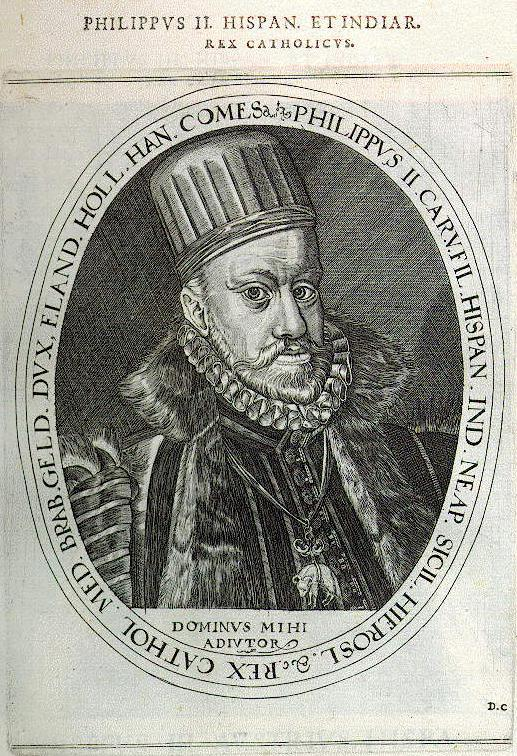
Гравер Домінік Кустос. «Портрет Філіпа ІІ Габсбурга»

Після ганебного доносу на повсталих фламандців, король Філіп II Габсбург, якого ненавиділи за жорстокість і якого прозивали «демон південних країн», розцінив приєднання до повсталих принца Вільгельма І як зраду і видав наказ: «За всі злочини ми (король Іспанії) оголошуємо його зрадником… нашим ворогом і ворогом нашої держави, виганяєм його назавжди з королівства, забороняєм всім нашим підлеглим всіх станів мати з ним будь-які відкриті чи таємні стосунки і надавати йому хоч їжу, воду, хоч дрова чи щось інше, важливе для життєзабезпечення. Майно означеного Вільгельма надається на грабунки будь-кого з наших підлеглих, дозволяється нападати на це майно і убити володаря».
Аби прискорити вбивство Вільгельма І Оранського, король Філіп ІІ видав наказ про нагороду для вбивці в розмірі 25000 золотих флоринів. У відповідь Вільгельм І Оранський видав свій наказ про повне усунення іспанського короля від влади у Північних Нідерландах. Наказ Вільгельма закріпив юридичне скасування влади іспанського короля і набув статусу закону нової держави, а наказ ухвалили Генеральні штати (парламент). Війна перейшла на новий рівень: відтепер це була війна двох держав — могутньої і агресивної Іспанської імперії і новонародженої Республіки Семи Об'єднаних Провінцій, невеликої і з малими ресурсами для ведення визвольної війни. Новій державі потрібен керівник. Монархічні звички ще мали місце серед повсталих. Вільгельма І обирають політичним лідером республіки на посаді генерального штатгальтера.

## Убивство
Перша спроба убити нового політичного лідера повсталих провінцій відбулася вже 1582 року. Убивця намагався убити принца в храмі під час богослужіння, котре було обов'язковим для всіх, і для Вільгельма Оранського також. Убивцю спіткала невдача. В країні не вистачало талановитих військових. Були убиті два рідні брати Вільгельма І Оранського, що перейшли на його бік. Але охочі убити нового політичного лідера знайшлися знову.
10 липня 1584 року його вбив Бальтазар Жерар, іспанський агент, фанатичний католик.
Похований у Старій церкві міста Делфт.

## Увічнення пам'яті

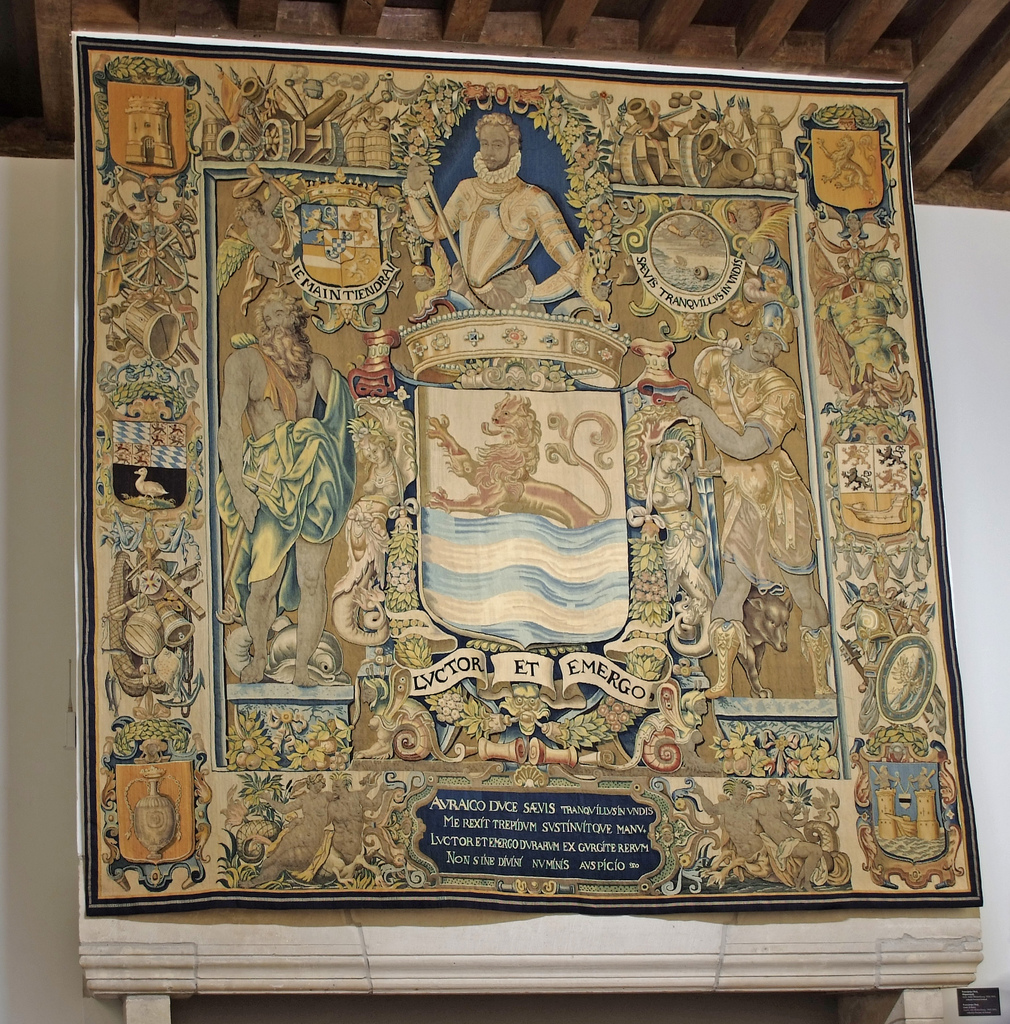
Гербовий килим з портретом Вільгельма І Оранського. Картон — худ. Гендрік де Макт, до 1599 р., Морський музей.

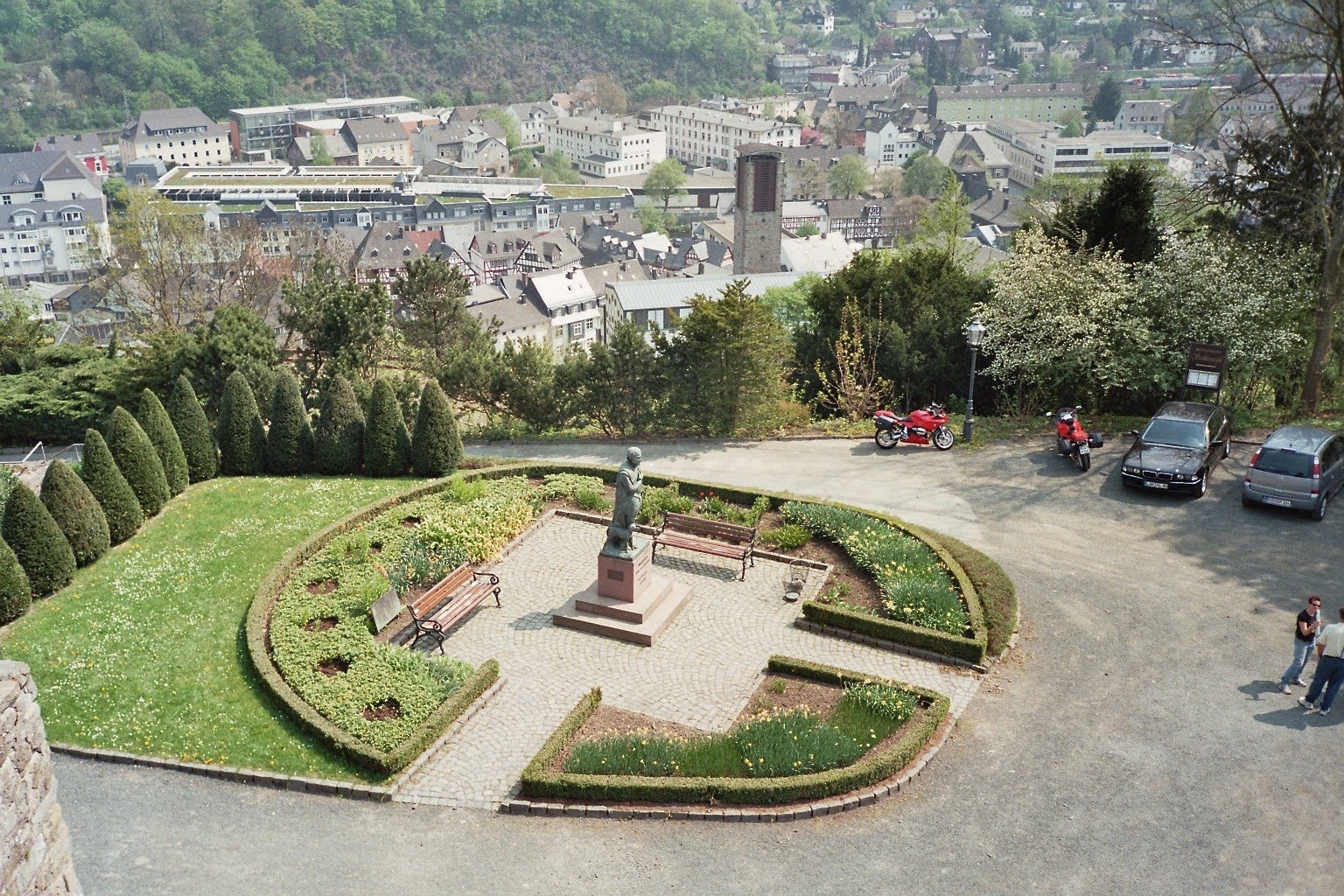
Монумент в місті Ділленбург, сучасна Німеччина.
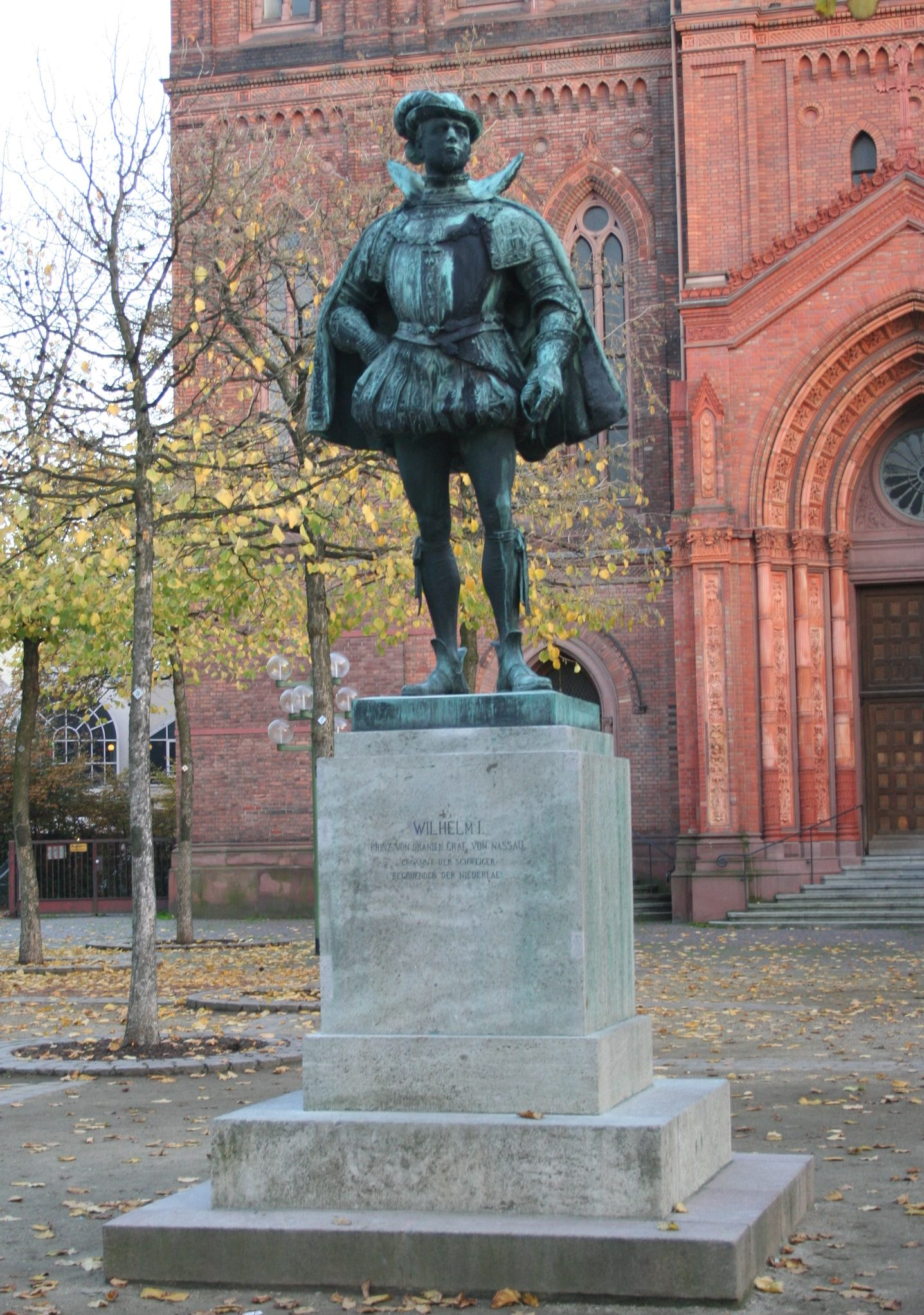
Граф Вільгельм Нассау, принц оранський, монумент в місті Вісбаден
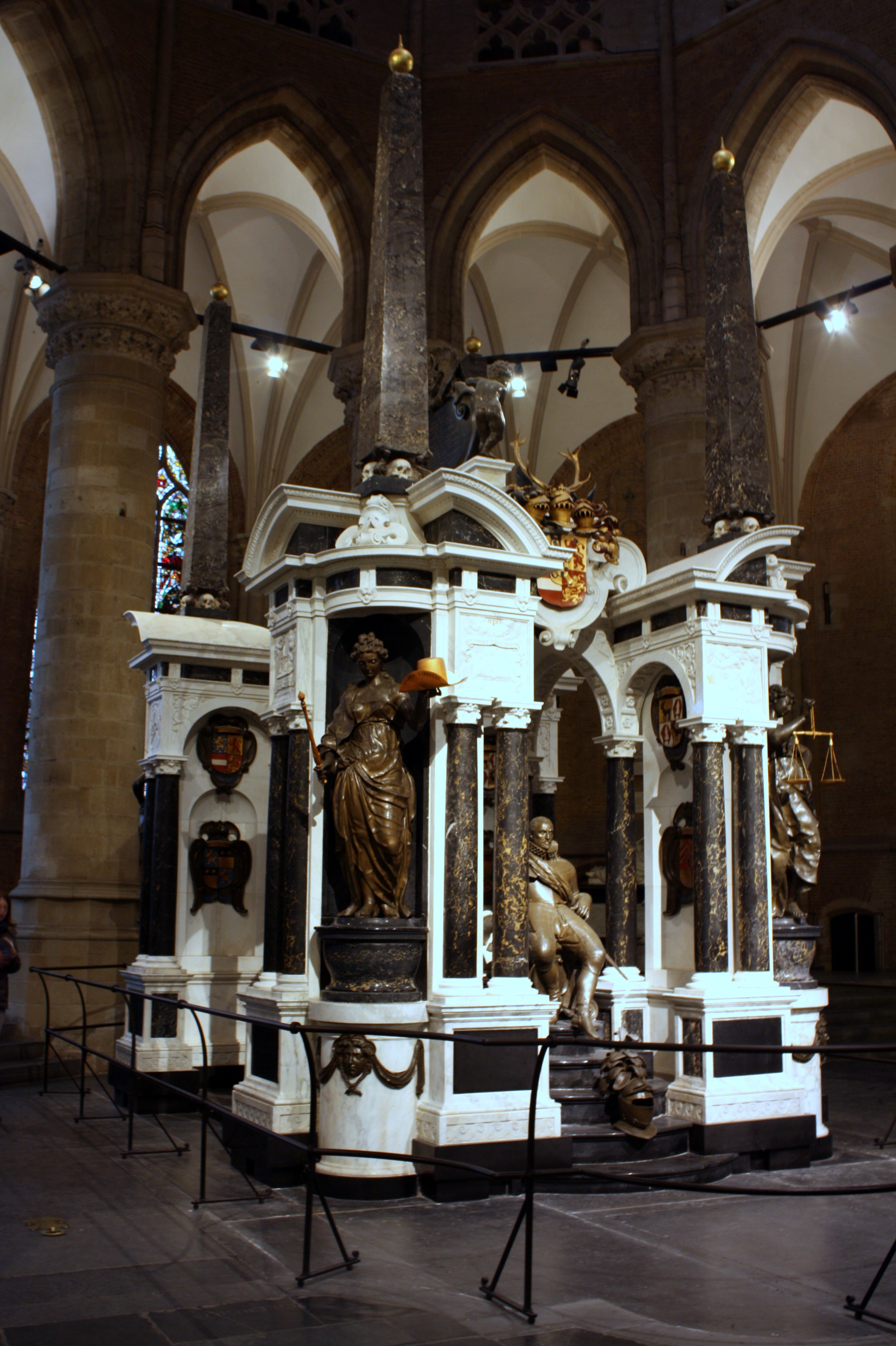
Надгробок принца Вільгельма І Оранського, 1623 р., загальний вигляд, Нова церква,  місто Делфт, Нідерланди
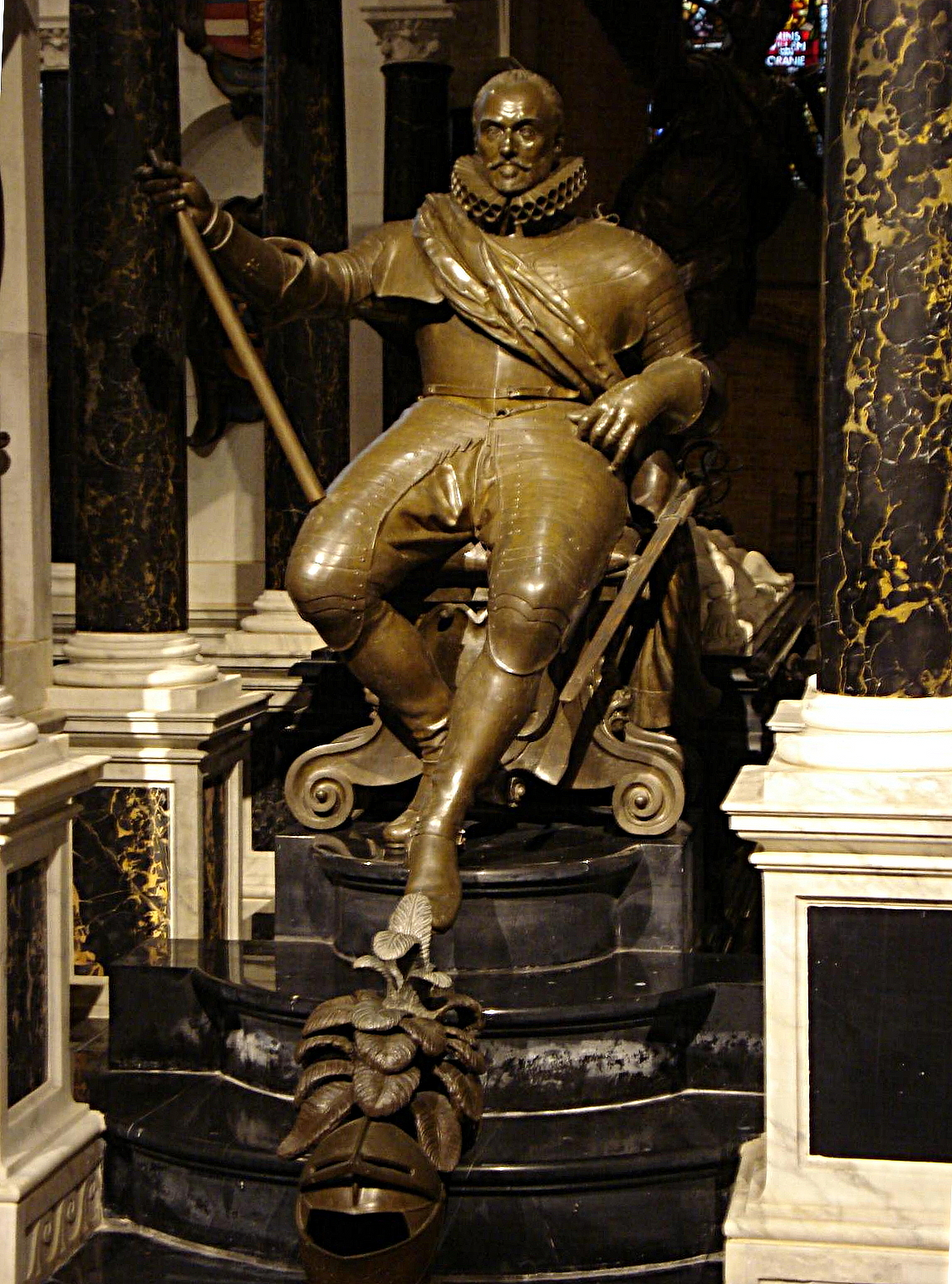
Надгробкова скульптура Вільгельма І Оранського, Нова церква (Делфт), об'єкт охорони ЮНЕСКО

## Подальші історичні події
Вбивство Вільгельма I Оранського не охололо повсталих і не привело до розколу визвольного руху в Північних провінціях, незажаючи на розпач, на що розраховував король Іспанії. «Ну все, їм кінець», — вигукнув Філіп ІІ, коли почув звістку про вбивство Оранського.
Монархічні звички ще мали місце серед повсталих, тому політичним керівником швидко обрали сина вбитого Моріца Оранського, як бувало у спадкових монархіях. Головним було інше — визвольна війна не припинилась, а її підтримала Англія. Моріц продовжив справу батька і за висновками сучасних істориків став видатним військовим.

## Оранжизм
Принц і керівник повсталих Північних провінцій Нідерландів подарував політичній практиці Європи «оранжизм». Ним стануть позначати балансування між інтересами певних впливових кіл, часто непримиренних, здатність мудрого політика знаходити компроміси, аналізувати й міняти власні оцінки та очікувати слушного часу для реалізації вдалих політичних рішень. Коли то було потрібно для справи незалежності, принц скасовував для себе (і держави, що почав очолювати) ще середньовічну, васальну залежність від сюзерена (короля Іспанії), закріпляв це юридично, бо не був вискоченцем і злодієм. Він заплатить за це фальшуванням його біографії, а серед істориків матиме чимало ворогів.
Серед титулів, що отримав від нової Держави та Народу Вільгельм І Оранський — Батько Вітчизни, і це переважає всі інші аспекти за моральною вартістю й історичним значенням.